# Rudi Weissenstein
Shimon Rudolf "Rudi" Weissenstein (17. února 1910 Jihlava, Rakousko-Uhersko – 20. října 1992 Tel Aviv, Izrael) byl reportér a fotograf. Je známý svými fotografiemi alije ze 30. let 20. století a byl jediným oficiálním fotografem Deklarace nezávislosti Státu Izrael v roce 1948.

## Životopis
Narodil se jako nejmladší ze čtyř dětí v rodině majitele továrny na kartonáž a papírové zboží Richarda (1876–1958) a matky v domácnosti, pianistky Emmy (1879–1943). Mateřským jazykem, stejně jako většiny obyvatel jihlavského jazykového ostrova, byla němčina. V mládí byl členem mládežnické sionistické skautské organizaci Blau-Weiß, ale už na škole v Kašperských Horách se poprvé setkal s antisemitismem, v letech 1928 až 1931 navštěvoval Vyšší uměleckou školu ve Vídni, během tří let se zde naučil základům tiskařského řemesla, grafiky, fotografie, chemie i optiky. Po absolutoriu se přestěhoval do Prahy, kde začal jako fotoreportér pracovat pro časopis českého ministerstva zahraničí a zároveň pro Evropské fotografické centrum, které tehdy působilo v Praze. Fotil i pro místní deníky a noviny, nejvíc reportážních fotografií publikoval v německy psaných novinách Prager Presse. Roky 1933–1934 strávil v Československé armádě, od roku 1934 plánoval emigraci, ale až na konci roku 1935 opustil Evropu a v lednu 1936 připlul do Haify, emigroval navzdory rodičům. Do Palestiny dorazil s novinářským průkazem a fotografickým vybavením. V roce 1940 si vzal Miriam Arnstein (29. srpna 1913 Dobříš – 22. červenec 2011), která jako malá emigrovala s rodiči do Egypta, a v roce 1921 do Palestiny, studovala současný tanec a akrobacii v taneční škole Gertrudy Kraus. V době seznámení se (1936) se živila jako učitelka gymnastiky. Společně v Tel Avivu otevřeli roku 1936 Pri-Or, nyní známý jako PhotoHouse.

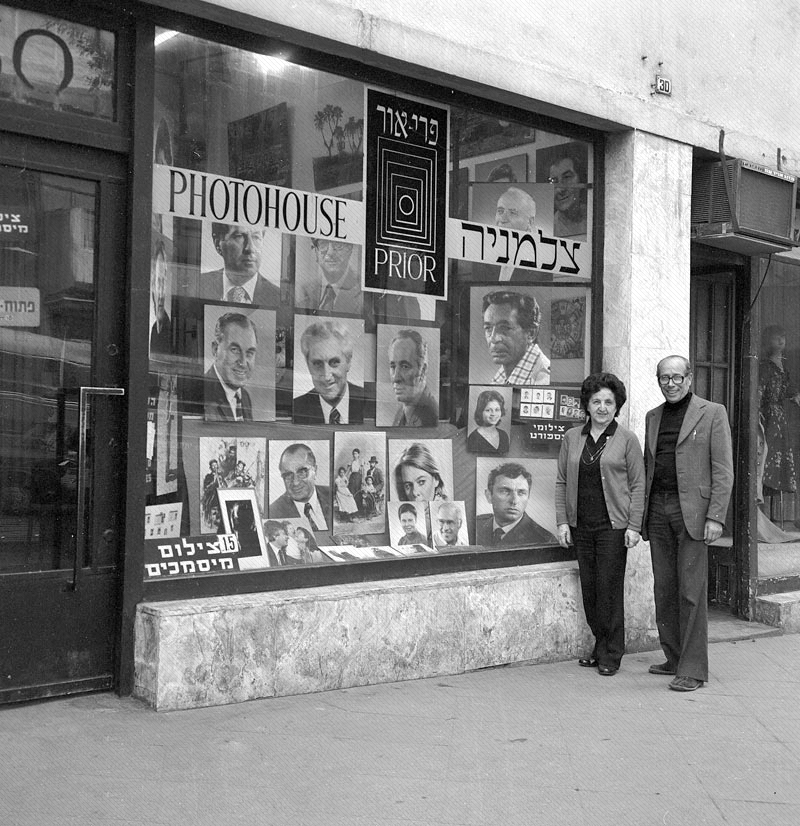
Rudi a Miriam Weissensteinovi v listopadu 1979 před svým obchodem v Tel Avivu na ulici Allenby 30.

## PhotoHouse
Rudi Weissenstein dokumentoval každodenní život obyvatel v Tel Avivu, významné osobnosti z politické i umělecké sféry (Marc Chagall, Max Brod, Eleanor Rooseveltová, Isaac Stern či malíř Nachum Gutmana). Fotil pro Izraelskou filharmonii, již od debutového koncertu pod taktovkou Artura Toscanini, byl dvorním fotografem prvního izraelského premiéra Davida Ben Guriona, avšak nejslavnější fotografie jsou z Deklarace nezávislosti Státu Izrael dne 14. května 1948, kam byl pozván jako jediný oficiální fotograf. Svojí podobiznou reprezentoval vědce na nové izraelské měně, na bankovce v hodnotě deseti Izraelských lir a jeho autorské fotografie se použily také na nových poštovních známkách.
Po založení státu Izrael fotografoval jedinečnou atmosféru nově se rodícího státu a za vrchol tvorby je považováno období od konce čtyřicátých let do závěru šedesátých let 20. století. Vyznačuje se klasickou realistickou fotografickou kresbou bez náznaku stylizace a experimentu. Rudiho fotoarchiv, jehož vytvoření bylo umělcovým celoživotním snem, čítá více než čtvrt milionu diapozitivů.
O rodině natočený dokument Život ve fotografiích (Hatzalmania, Life in Stills) režisérky Tamar Tal v něm představuje manželku Miriam Weissenstein a jejího homosexuálního vnuka (Ben Peter) právě v momentě, kdy se plánuje nucené vystěhování z původních prostor v Tel Avivu aby byl pozemek využit pro jiné účely. Miriam zesnula 22. červenec 2011 ve věku 97 let a o sbírku pečuje vnuk Ben Peter, který rozsáhlý fotoarchiv digitalizuje.

## Galerie

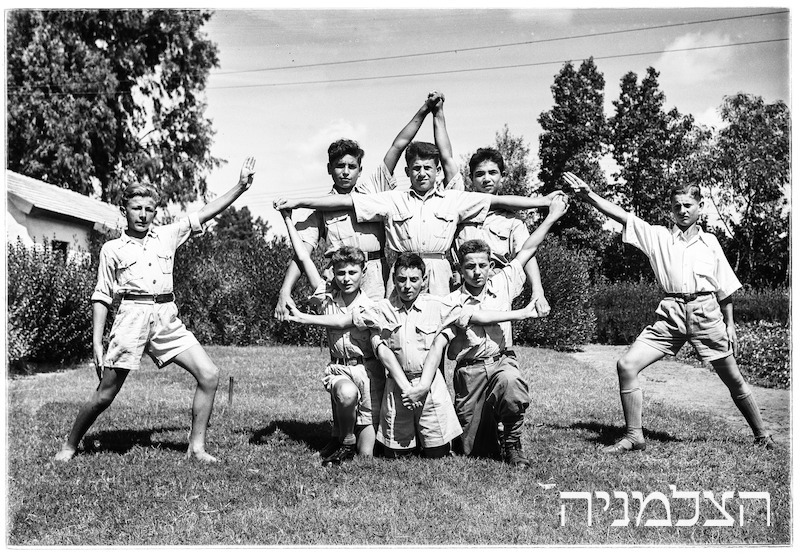
Chlapci tvoří obrazec Davidovy hvězdy, 1946
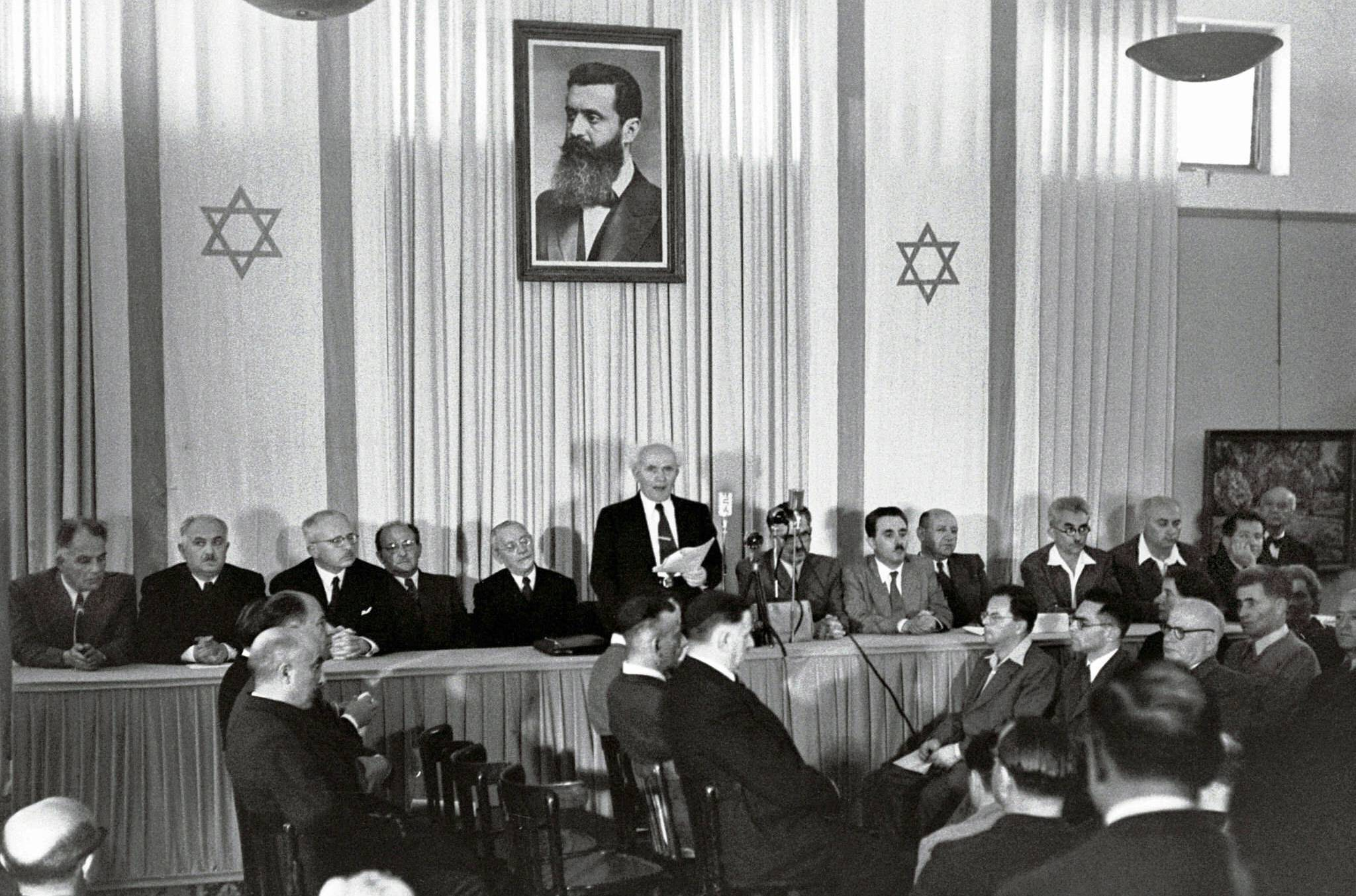
Fotografie z vyhlášení státu Izrael, 1948
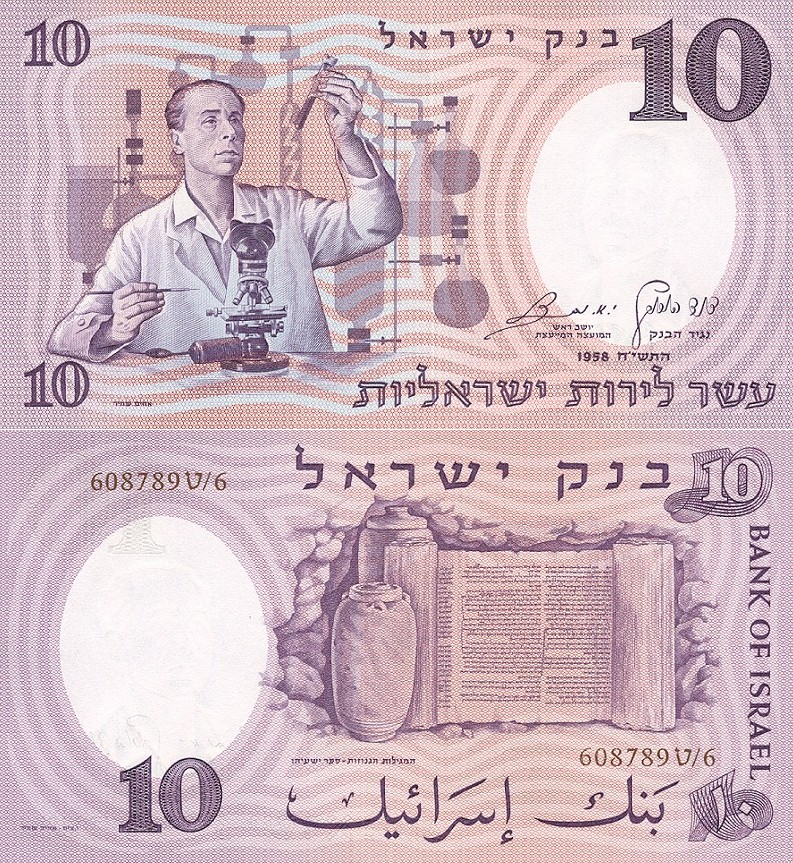
Rudi Weissenstein pózuje jako vědec na bankovce nové izraelské měny
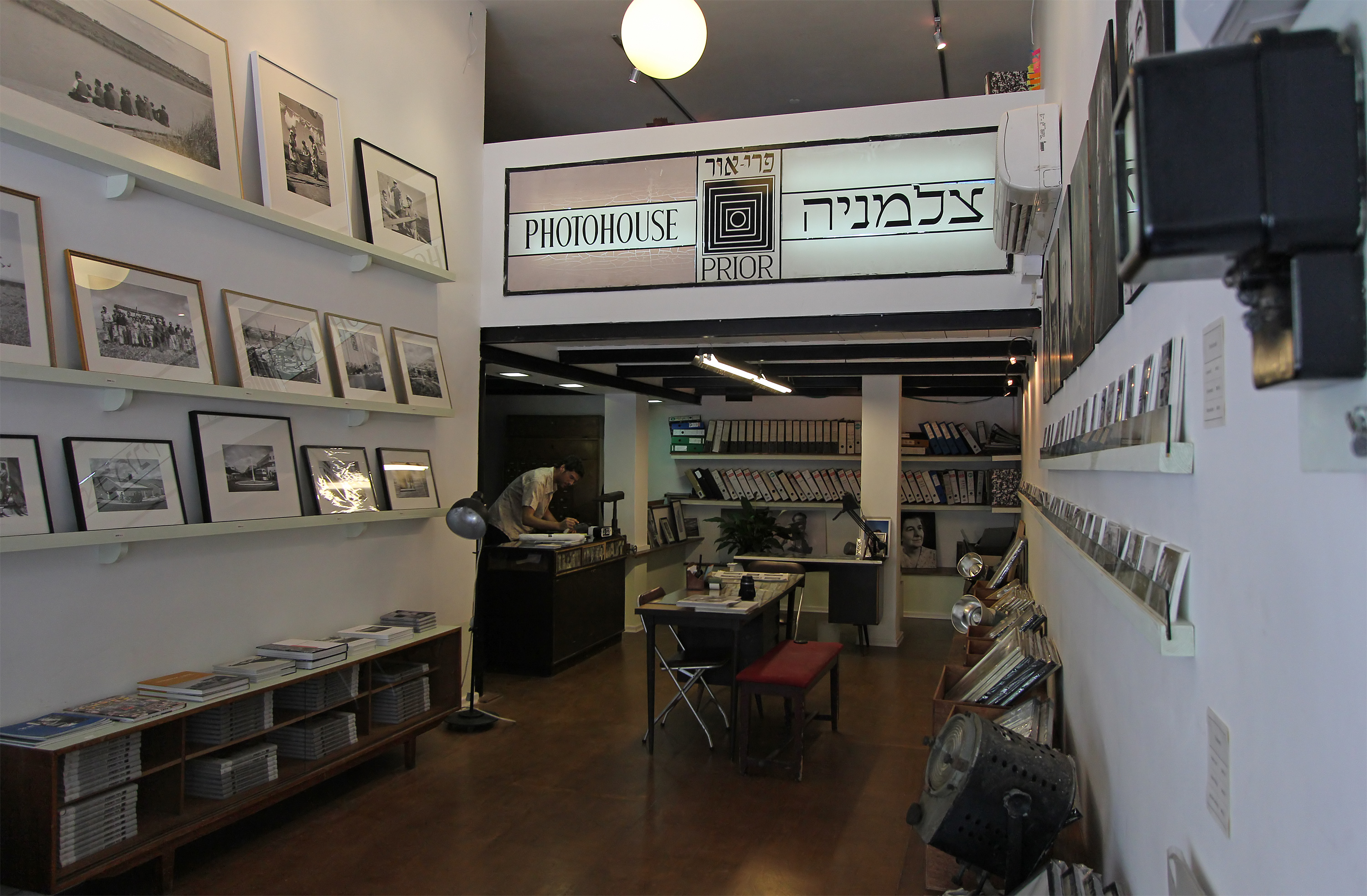
Interiér prodejny PhotoHouse
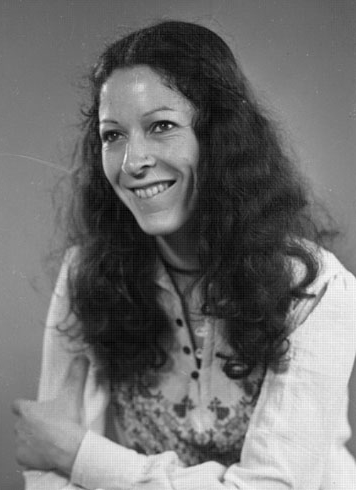
portrét Yehudit Ravitz